# 猫狗武林
是2022年上映的武侠喜剧动画片，由中美英三国联合制作，罗伯·明可夫、马克·科齐耶、克里斯·贝利执导。影片由麥可·塞拉、瑞吉·葛文、梅尔·布鲁克斯、乔治·武井、阿西夫·曼迪維、加布里埃爾·伊格萊西亞斯、杰曼·翰苏、杨紫琼和森姆·積遜配音，部分内容改编自1974年西部片《閃亮的馬鞍》，讲述了小狗汉克成为剑客，抵御袭击猫村之强大力量的故事。
电影原计划于2017年上映，后来因发行商更改及2019冠状病毒病疫情多次推迟，最终于2022年7月15日由派拉蒙影業以旗下公司尼克儿童频道影业名义在美国发行。影片获得影评人褒贬不一的评价，配音及动画表现获得赞赏，剧情及角色受到批评，幽默色彩的评价则两极。由于全球票房仅为3500万美元，未能收回4500万美元的制片成本，影片成为了票房炸弹。電影入圍第95屆奧斯卡金像獎最佳動畫片角逐名單。

## 剧情
在封建时代的日本，有一片完全被猫占据的土地，由征夷大將軍俊郎统治。俊郎一直想扩建自己的大宫殿，但宫殿旁边的贫民窟加茂町（Kakamucho）住着许多人。于是俊郎吩咐伊卡丘派土匪拆掉加茂町，强迫村民搬走。负责保护村子剑客被土匪的阵势吓跑，落荒而逃。由于剑客已经逃走，加茂町村民要求大将军派新的剑客。为了恶心村民，伊卡丘派出即将行刑的小狗汉克去当剑客。
汉克起初不受村民待见，但还是得到金宝倾囊相授，尽管这位喜欢貓薄荷的剑客不是很乐意。在金宝的训练下，汉克不仅克服了村民的敌意，还抵挡了大肥猫相扑的攻击，从此成为村民眼中的英雄。汉克被刚得到的人气冲昏了头脑，渐渐忘了练功的事情，因而与金宝产生隔阂。为了分散汉克的注意力，伊卡丘把汉克带到夜店风流快活，给土匪进攻加茂町制造时机。到汉克回来的时候，整个加茂町已经变得满目疮痍，金宝也责怪汉克没有尽职守护村子。汉克心灰意冷，决定收拾包袱走人。后来看到按自己模样折出来的摺紙，开始重燃内心的武士精神。
与此同时，金宝闯进伊卡丘的大宫殿，打算救走被伊卡丘手下抓走的相扑，汉克也过来帮一把。伊卡丘听到相扑成功越狱的消息，决定组建一支邪恶大军，计划永久铲除加茂町。汉克及时赶回加茂町，向村民介绍击败大军的计划。按照汉克的计划，村民用折枝复刻了自己和整座村子，成功引诱大军攻击，落入提前摆好的炸药阵。汉克用一支箭引爆炸药，率领村民杀回村子。双方的战斗才刚打响，大将军俊郎突然出现，问大家为什么要打架。天生愚钝的奥加将伊卡丘的邪恶计划一五一十说出来，伊卡丘听完赶紧逃跑，被汉克追进宫殿。
伊卡丘和汉克在巨大的玉马桶上面斗剑，结果汉克与前来支援的奥加掉进马桶，把下水口塞住，下水口里的水无法疏通，整个宫殿都被冲垮，湍急的水流快要冲向加茂町。汉克赶紧回到加茂町，让大家在村子四周挖出一条巨大的水沟，把洪水引出去。
俊郎被金宝的英勇行为打动，决定任命他为新一任剑客。金宝觉得自己受之有愧，把位子让给汉克。然而汉克说自己没有准备好，又把位子转给想当武士的小猫惠美子。汉克与金宝重修于好，重新投入训练。
在片尾彩蛋中，被捕入狱的伊卡丘一边生闷气，一边安慰自己会在续集中出现。

## 阵容
- 麥可·塞拉 饰 汉克（Hank），小獵犬，做事大大咧咧，一直以当剑客为目标。原型为《閃亮的馬鞍》主角巴特警长（Sheriff Bart）
- 森姆·積遜 饰 金宝（Jimbo），双色猫，汉克的老师。原型为《闪亮的马鞍》主角吉姆（Jim）
- 瑞吉·葛文 饰 伊卡丘（Ika Chu），索馬利貓，大将军俊郎的部下，一直打着猫村的算盘[5]。原型为《闪亮的马鞍》角色赫德利·拉马尔（Hedley LaMarr）
- 梅尔·布鲁克斯 饰 俊郎（Toshi），英国短毛猫，加茂町的征夷大將軍[5]。原型为《闪亮的马鞍》角色州长威廉·J·勒·佩托曼（Gov. William J. Le Petomane），同样由布鲁克斯扮演
- 乔治·武井 饰 奥加（Ohga），曼島貓，肌肉发达，伊卡丘大军的首领[5]。原型为《闪亮的马鞍》角色塔加特（Taggart）
- 阿西夫·曼迪維 饰 一朗（Ichiro），双色猫，身材苗条[5]
- 加布里埃爾·伊格萊西亞斯 饰 查克（Chuck），三色猫，做事粗枝大叶[5]
- 杰曼·翰苏 饰 相扑（Sumo），虎斑猫，体型壮硕，经常展示出有哲思的一面[5]。原型为《闪亮的马鞍》角色曼戈（Mongo）
- 杨紫琼 饰 由纪（Yuki），雌性波斯猫，加茂町大族长，惠美子的母亲[5]
- 凯莉·库伊奥卡（Kylie Kuioka）饰 惠美子（Emiko），波斯猫幼子，活泼好动，志向是当剑客
- 凯西·史（Cathy Shim）饰 小妈妈（Little Mama），猫村的贵妇[5]

## 制片

### 开发
影片原名《闪亮的剑客》（Blazing Samurai），最初由索尼动画联合创办人、Mass Animation创办人亚尔·朗道于2010年左右规划，当时西方制作亚洲题材电影成为潮流。按照原计划，影片讲述一名黑人武士保护东亚村庄的故事，后来改成以猫和狗为中心，让故事更为普罗大众接受。基斯·洛克曾考虑加入制作团体。影片最终于2014年11月正式公布，罗伯·明可夫担纲制片人，GFM影业国际发行。影片由埃德·斯通和内特·霍珀编剧，但最终的演职员表有列出原作《闪亮的马鞍》的编剧，惟没有直接点明改编该片。2015年2月，开路影业买下美国发行权，马克·科齐耶和克里斯·贝利出任导演，苏珊·珀塞尔加入制片人团队。
2019年11月，影片的消息再度传出，动画冒险加入制作团队。影片预算高达4500万美元，其中1600万属于原先的制作方，2900万属于新加入的Aniventure和加拿大政府的退税。2020年8月，阿德里安·波利托夫斯基的Align工作室宣布参与制作及融资。2021年2月，影片首批剧照公布，其中兰道和珀塞尔的制片人位置被亚当·奈格尔和盖伊·科林斯取代。克里斯·贝利也离开剧组，出任动画片《史酷比：猜猜是谁？》创剧人，罗伯·明可夫和马克·科齐耶转成导演。尽管如此，按照合同约定，贝利还是在影片演职员表中被列为导演，兰道和珀塞尔也还是被列为制片。2022年4月，影片宣布更名。

### 动画
动画最初由Arc Productions制作，但是该公司在2016年便关门歇业。2019年11月，消息指Cinesite会接手动画制作工作，由蒙特利尔的工作室担任主力，溫哥華工作室Nitrogen Studios辅助。后来2019冠状病毒病疫情爆发，动画及部分配音工作须远程进行。

### 音乐
2021年6月，贝尔·麦克里宣布为影片配乐。影片用了两首原创歌曲：一首是片头曲Blazing Samurai，由百老汇音乐制作人艾伦·扎卡里（Alan Zachary）和迈克尔·韦纳（Michael Weiner）创作，迈克尔·李演唱；另一首是片尾曲The Coolest Cat，由托尼奖得主艾德丽安·沃伦演唱。
| 曲序     | 曲目                                    | 时长  |
| -------- | --------------------------------------- | ----- |
| 1.       | Blazing Samurai (feat. Michael K. Lee)  | 1:28  |
| 2.       | The Coolest Cat (feat. Adrienne Warren) | 2:33  |
| 3.       | Samurai for Dummies                     | 2:50  |
| 4.       | Kakamucho Under Attack                  | 2:19  |
| 5.       | Ikachu                                  | 1:36  |
| 6.       | The Shogun                              | 2:02  |
| 7.       | Hank's Escape                           | 2:51  |
| 8.       | Hank Meets Jimbo                        | 2:57  |
| 9.       | Signing The Contract                    | 4:02  |
| 10.      | Fireside Flashback                      | 1:13  |
| 11.      | Enter the Sumo                          | 3:07  |
| 12.      | Sumo Fight                              | 1:46  |
| 13.      | Origami                                 | 2:48  |
| 14.      | Torn Contract                           | 2:23  |
| 15.      | Jimbo's Sacrifice                       | 4:06  |
| 16.      | The Battle of Kakamucho                 | 5:37  |
| 17.      | Showdown on the Super Bowl              | 2:40  |
| 18.      | Samurai Hank                            | 7:39  |
| 总时长： | 总时长：                                | 54:03 |

## 发行
影片于2022年7月15日由派拉蒙影業在北美地区发行，当地原定档期为2017年4月14日，后来推迟到2017年8月4日。2019年11月，消息指影片是Cinesite的“优先动画作品”，计划于2021年发行。2022年1月，派拉蒙以1000万美元从GFM动画手中买下发行权，定于2022年7月22日发行，取得原定当天上映的《大道之下》。同年4月，档期改为7月15日，比原先提前一周。影片原计划以派拉蒙动画的名义发行，后来改由尼克国际儿童频道影业发行。影片贴片《大内特》短片《坏仓鼠》（Bad Hamster）。2022年7月22日，影片由天空英国旗下的天空影业在中国发行。影片于2022年11月22日在中国发行，中国电影公司华谊兄弟参与该片投资。

### 家用媒体
影片于2022年8月16日登陆数字下载平台，由派拉蒙家庭娱乐发行。2022年10月18日，影片DVD和藍光光碟发行。

## 反响

### 票房成绩
北美方面，影片与《沼泽深处的女孩》和《哈里斯夫人去巴黎》同日上映，首周末预计在3475家剧院上映，票房预计1000万美元。影片首日票房240万美元，含周四晚点映票房55万。凭借630万美元的首周末票房成绩，影片位列票房榜第六位。次周票房390万美元，同比下跌38.7%，位列第七。

### 专业评价
汇总媒体烂番茄根据60条评论打出55%的新鲜度，平均得分5.2/10。网站共识写道：“《猫狗武林》在梅尔·布鲁克斯这样的完美主义者看来很耐人新闻，但其中对儿童动画及成人笑话的融合比较笨拙。”Metacritic收录13条评论，平均得分45/100，表示“褒贬不一或口碑平平”。影院评分打出“A–”的评级（评级从A+ to F ），PostTrak观众评分66%。推荐度49%。
TheWrap专栏作家凯蒂·沃尔什（Katie Walsh）称电影“轻快、有趣，灵活使用了电影史的自我指涉传统”。《波士頓環球報》的马克·费尼（Mark Feeney）打出2.5/4星，表示：“当然，有很多笑话很烂，但电影是很有趣的。很明显大家都把他当成宠物电影，他们做得很棒。”欧文·格莱伯曼称赞杰克逊和葛文的表示，但认为塞拉的表现“含蓄”，让电影“摸不着重点”：“你会觉得这个项目的整个前提是脚本，当中有《闪亮的马鞍》增添的神秘感为电影助力。但很抱歉，那些名气在这几十年间已经退却。”《影音俱樂部》的马丁·蔡（Martin Tsai）极力批评，认为电影“探索亚洲文化的方式懒惰、大杂烩”。